# Jesús Delaveaux
Jesús Abelardo Delaveaux Alva (Lima, 15 de octubre de 1949) es un actor peruano que participó en producciones nacionales como Que buena Raza, Cazando a un millonario, Baño de damas y Muerto de amor.

## Trayectoria
En 1984 participó en la telenovela Carmín, y en 1998 interpretó a Miguel Mendoza y Rivero Santander en la telenovela Luz María, junto a Angie Cepeda y Christian Meier.
En 1999 interpretó al Dr. Dávila en la telenovela Isabella, mujer enamorada, protagonizada por Ana Colchero y Christian Meier.
En 2000, participó en la telenovela venezolana-peruana Vidas prestadas, personificando a Federico Galindo.

## Filmografía
| Año              | Título                       | Rol                               | Notas                  |
| ---------------- | ---------------------------- | --------------------------------- | ---------------------- |
| 1984             | Carmín                       | Carlos                            |                        |
| 1993             | El ángel vengador: Calígula  | Andrés Dulanto (abogado)          | Rol principal          |
| 1997             | Torbellino                   | Gonzalo Campoverde                | Estelar                |
| 1998             | Luz María                    | Miguel Mendoza y Rivero Santander | Estelar                |
| 1998             | Boulevard Torbellino         | Gonzalo Campoverde                | Secundario             |
| 1999             | Isabella, mujer enamorada    | Dr. Dávila                        | Secundario             |
| 2000             | Vidas prestadas              | Federico Galindo                  | Estelar                |
| 2000             | Pobre diabla                 | Dr. Orzábal                       | Secundario             |
| 2000             | Milagros                     | Jesús Rivera                      | Rol secundario         |
| 2001             | Cazando a un millonario      | Pedrito                           |                        |
| 2002-03          | Qué buena raza               | Darío Stewart                     | Actuación estelar      |
| 2004-06, 2007-08 | Así es la vida               | Héctor Altamirano                 | Rol principal          |
| 2008-09          | Graffiti                     | Ricardo Pietri                    | Participación especial |
| 2010             | Operación rescate            |                                   |                        |
| 2010             | Clave uno: médicos en alerta | Rafael Loayza (paciente)          | Participación especial |
| 2011             | La bodeguita                 | Clemente                          | Antagonista            |
| 2013             | Los amores de Polo           |                                   |                        |
| 2014             | Ciro Angel del Colca         |                                   |                        |
| 2014             | Al fondo hay sitio           | Guillermo Torres                  | Actuación especial     |
| 2015             | Amores que Matan             |                                   |                        |
| 2017             | De vuelta al barrio          | El Coronel Emilio                 | Actuación especial     |

- Datos: Q18644258